# La caída de los ángeles rebeldes
La caída de los ángeles rebeldes (en italiano: La caduta degli angeli ribelli) es una escultura barroca del siglo XVIII, depositada en el palacio Leoni Montanari de Vicenza. La obra, tallada en un bloque de mármol de Carrara, mide 168 x 80 x 81 cm y se atribuye a Francesco Bertos o a su alumno Agostino Fasolato. Es propiedad del banco Intesa Sanpaolo.

## Descripción

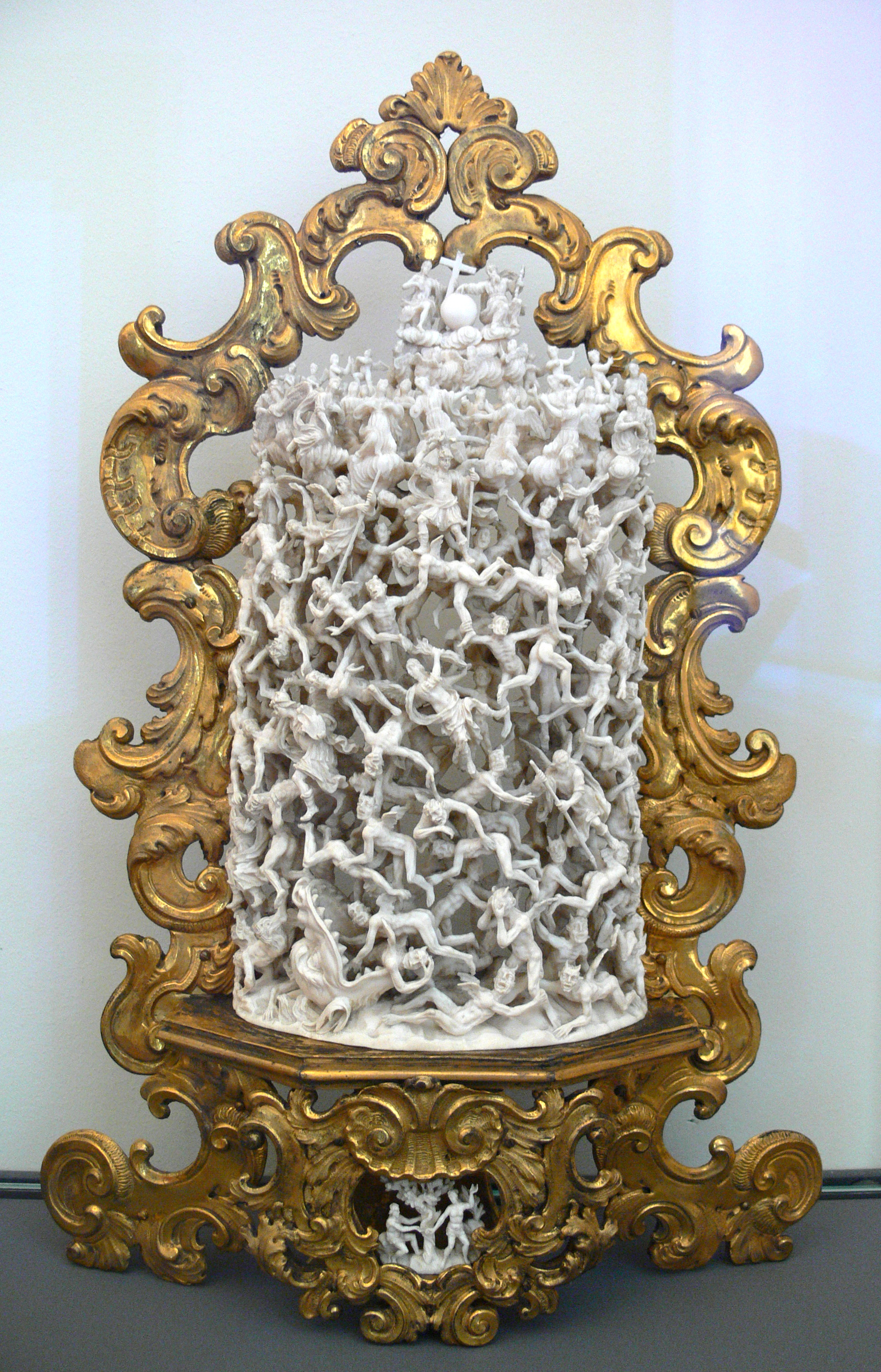
Obra muy similar homónima

Esta realizada en mármol de Carrara, representando la caída de Lucifer desde el cielo al infierno en forma de una pirámide, con el arcángel Miguel en la cima.
La obra representa la escena apocalíptica del Apocalipsis de Juan (12,7-9), en la que el arcángel Miguel, a la cabeza de las huestes celestiales, lucha contra Satanás y sus ángeles. El escudo dice QVIS UT DEVS, la traducción latina del hebreo Mi-cha-El ("¿Quién es como Dios?"). Cuando los ángeles rebeldes caen al suelo, se transforman en formas demoníacas. Desaparecen en la boca abierta del infierno, donde su líder grita desafiante a Satanás con un tenedor de dos puntas.
En una estructura en forma de cono, el artista ha entretejido dinámicamente sesenta figuras. Demostró su dominio técnico esculpiendo el conjunto a partir de una sola pieza de mármol.

## Autoría y datación
El primer testimonio textual de la obra de arte es el diario del médico florentino Antonio Cocchi. Hizo su nota después de una visita al Palacio Papafava en el otoño de 1744. La guía de arte de Giovambattista Rossetti también dio como autor a Fasolato. Esta antigua atribución es difícil de conciliar con la oscuridad de Fasolato. Semenzato sugirió que él y Bertos pueden haber sido la misma persona, mientras que Guerriero y De Vicenti especulan que las fuentes antiguas pueden haber estado equivocadas. Datan la obra hacia 1725-1735.